# Pałac w Radojewie
Pałac w Radojewie – pałac w Radojewie, na północy Poznania.

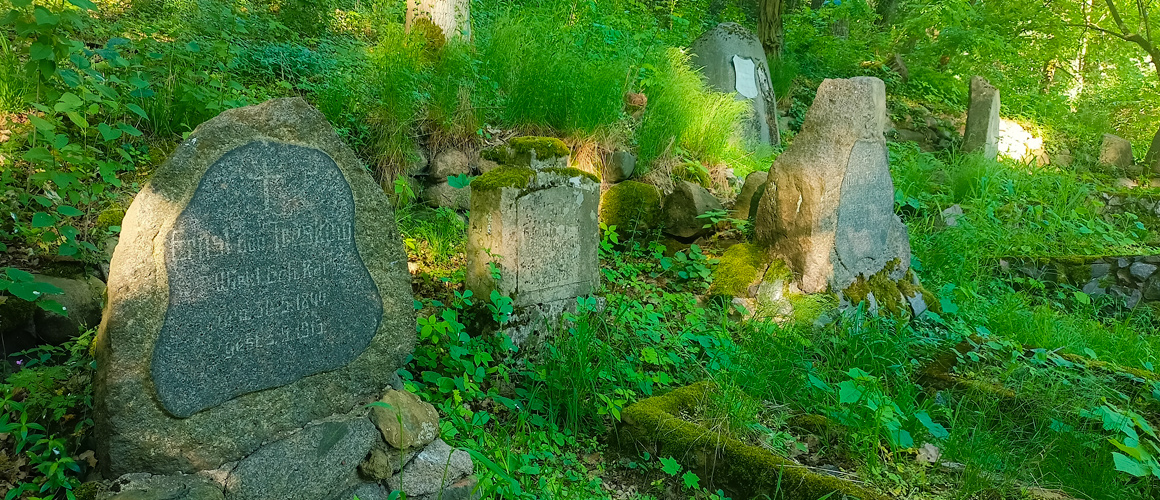
Stary cmentarz Rodziny von Treskov na Kokoryczowym Wzgórzu w Radojewie

## Historia
Majątek poklasztorny nabył świeżo uszlachcony bankier berliński, Zygmunt Otto von Treskow. W 1825 roku wybudował on dla syna Heinricha Baltazara pałac w Radojewie. Zabudowania radojewskiego folwarku o pow. 1142 hektary znajdowały się po drugiej stronie wsi, w jej północnej części. W rękach rodziny von Treskow Radojewo znajdowało się aż do 1945 roku. Do lat 60. pałac zajmowała szkoła, a następnie przekształcono go na budynek mieszkalny. Od momentu włączenia Radojewa do Poznania pałac należy do miasta, zaś park jest własnością Lasów Państwowych. Od roku 2004 pusty pałac nie jest użytkowany, okna zamurowano, popada w ruinę.

## Pałac
Pałac położony jest na skarpie górującej nad doliną Warty i połączony był osią widokową z pałacem w Owińskach, główną siedzibą rodu. Dwór został wzniesiony w stylu późnoklasycznym dla syna Zygmunta – Heinricha. Powstał według projektu Karola Fryderyka Schinkla. W końcu XIX w. został rozbudowany na pałac. Pałac to dwupiętrowy gmach, wzniesiony na planie prostokąta. Fasadę stanowi wgłębiony portyk wsparty na czterech kolumnach. Z drugiej strony pośrodku występuje ryzalit. Jest przykryty dachem naczółkowym.

## Park
Wokół został urządzony romantyczny park angielski o powierzchni 15 hektarów, częściowo położony na stromej skarpie i w naturalny sposób łączący się z lasami łęgowymi porastającymi dolinę rzeki Warty. Został on zaprojektowany i urządzony przez królewskiego ogrodnika z Poczdamu – Piotra Lenné. W parku zbudowano na ówczesną modłę sztuczną ruinę. Znajdowała się w nim również kaplica oraz cmentarz rodziny von Treskow. Dziś park wyróżnia się wieloma walorami przyrodniczymi charakterystycznymi dla lasów naturalnych, stąd przyrodnicy od lat 90. XX wieku postulują objęcie go ochroną w formie rezerwatu o nazwie Kokoryczowe Wzgórze. Szczególną atrakcją parku jest masowo kwitnący na przedwiośniu zdziczały rannik zimowy - uciekinier z ogrodu płacowego, a także kokorycz pusta. Na uwagę zasługuje także ogromny platan klonolistny, uznany za pomnik przyrody, a także krótka pomnikowa aleja licząca 6 platanów. Inną atrakcją są dwa owiane legendą głazy narzutowe, leżące na szczycie wzgórza.
Park jest obecnie własnością Skarbu Państwa. Zarządzają nim Lasy Państwowe - Nadleśnictwo Łopuchówko. Park, tak jak i pałac, jest wpisany do rejestru zabytków.
Przez park przebiega ścieżka edukacyjna „W poszukiwaniu zielonej energii”. Ma długość 1,5 km. Znajduje się na niej 9 przystanków o charakterze edukacyjnym na temat okolicznej flory i fauny.

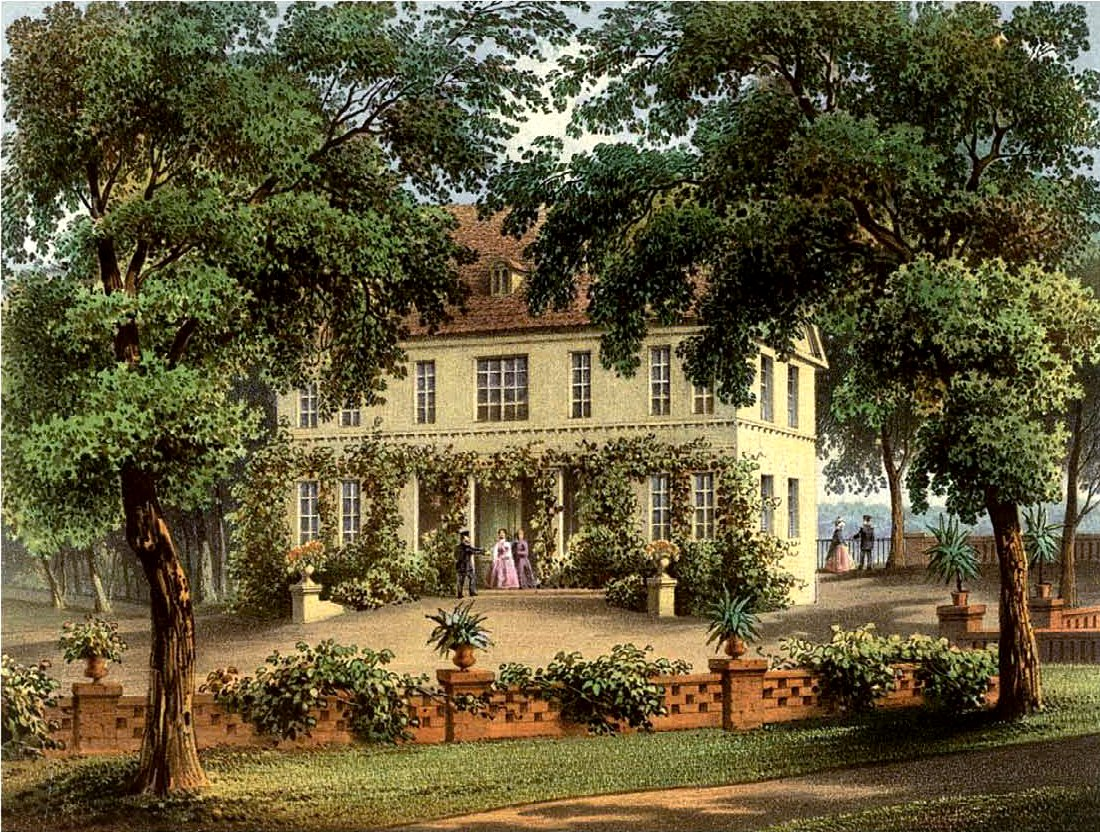
Pałac przed 1833

## Cmentarz
Na terenie parku znajduje się mały cmentarz rodzinny, obecnie zaniedbany i częściowo zdewastowany (zniknęły np. płyty nagrobne i krzyże). Chociaż w Polsce nie żyją już członkowie rodziny von Treskow, co roku 1 listopada na grobach pojawiają się znicze przyniesione przez okolicznych mieszkańców.